# Croton maestrensis
Croton maestrensis. Especie de plantas perteneciente al orden de las Malpighiales, a la familia de las Euforbiáceas y al género Croton.

## Taxonomía

### Nombre científico
- Croton maestrensis (Alain) B.W. van Ee & P.E. Berry[1]

#### Autores
- Benjamin William van Ee y Paul Edward Berry
- Publicado en: The Botanical Review, interpreting botanical progress 74: 159. 2008.[2]

### Basónimo
- Cubacroton maestrensis Alain[3]

### Otros nombres para el basónimo
- Moacroton maestrense (Alain) Radcl.-Sm.
- Moacroton maestrensis (Alain) Radcl.-Sm.[4]

### Nombre común
Ningún nombre común conocido. 

### Sinonimia
- Cubacroton maestrensis Alain
- Moacroton maestrense (A. H. Liogier) Radcl.-Sm.
- Moacroton maestrensis (Alain) Radcl.-Sm.[5]

## Distribución
Se distribuye en Cuba.